# Kehlani/Diskografie
Diese Diskografie ist eine Übersicht über die musikalischen Werke der US-amerikanischen R&B-Sängerin und Songwriterin Kehlani. Den Schallplattenauszeichnungen zufolge hat sie bisher mehr als 29,4 Millionen Tonträger verkauft, davon alleine in ihrer Heimat über 24 Millionen. Ihre erfolgreichste Veröffentlichung ist die Single Nights Like This mit über vier Millionen verkauften Einheiten.

## Alben

### Studioalben
| Jahr | Titel Musiklabel                                           | Höchstplatzierung, Gesamtwochen, AuszeichnungChartplatzierungen (Jahr, Titel, Musiklabel, Platzierungen, Wochen, Auszeichnungen, Anmerkungen) | Höchstplatzierung, Gesamtwochen, AuszeichnungChartplatzierungen (Jahr, Titel, Musiklabel, Platzierungen, Wochen, Auszeichnungen, Anmerkungen) | Höchstplatzierung, Gesamtwochen, AuszeichnungChartplatzierungen (Jahr, Titel, Musiklabel, Platzierungen, Wochen, Auszeichnungen, Anmerkungen) | Höchstplatzierung, Gesamtwochen, AuszeichnungChartplatzierungen (Jahr, Titel, Musiklabel, Platzierungen, Wochen, Auszeichnungen, Anmerkungen) | Höchstplatzierung, Gesamtwochen, AuszeichnungChartplatzierungen (Jahr, Titel, Musiklabel, Platzierungen, Wochen, Auszeichnungen, Anmerkungen) | Anmerkungen                                               |
| Jahr | Titel Musiklabel                                           | DE | AT | CH | UK | US | Anmerkungen                                               |
| ---- | ---------------------------------------------------------- | --- | --- | --- | --- | --- | --------------------------------------------------------- |
| 2017 | SweetSexySavage TSNMI / Atlantic Records (WMG)             | — | — | CH61 (1 Wo.)CH | UK26 (2 Wo.)UK | US3 Gold · (23 Wo.)US | Erstveröffentlichung: 27. Januar 2017 Verkäufe: + 515.000 |
| 2020 | It Was Good Until It Wasn’t TSNMI / Atlantic Records (WMG) | — | — | CH51 (1 Wo.)CH | UK10 (2 Wo.)UK | US2 (22 Wo.)US | Erstveröffentlichung: 8. Mai 2020 Verkäufe: + 7.500       |
| 2022 | Blue Water Road TSNMI / Atlantic Records (WMG)             | — | — | — | UK97 (1 Wo.)UK | US13 (2 Wo.)US | Erstveröffentlichung: 29. April 2022                      |
| 2024 | Crash TSNMI / Atlantic Records (WMG)                       | — | — | — | — | US25 (2 Wo.)US | Erstveröffentlichung: 21. Juni 2024                       |

### Mixtapes
| Jahr | Titel Musiklabel                               | Höchstplatzierung, Gesamtwochen, AuszeichnungChartplatzierungen (Jahr, Titel, Musiklabel, Platzierungen, Wochen, Auszeichnungen, Anmerkungen) | Höchstplatzierung, Gesamtwochen, AuszeichnungChartplatzierungen (Jahr, Titel, Musiklabel, Platzierungen, Wochen, Auszeichnungen, Anmerkungen) | Höchstplatzierung, Gesamtwochen, AuszeichnungChartplatzierungen (Jahr, Titel, Musiklabel, Platzierungen, Wochen, Auszeichnungen, Anmerkungen) | Höchstplatzierung, Gesamtwochen, AuszeichnungChartplatzierungen (Jahr, Titel, Musiklabel, Platzierungen, Wochen, Auszeichnungen, Anmerkungen) | Höchstplatzierung, Gesamtwochen, AuszeichnungChartplatzierungen (Jahr, Titel, Musiklabel, Platzierungen, Wochen, Auszeichnungen, Anmerkungen) | Anmerkungen                                                |
| Jahr | Titel Musiklabel                               | DE | AT | CH | UK | US | Anmerkungen                                                |
| ---- | ---------------------------------------------- | --- | --- | --- | --- | --- | ---------------------------------------------------------- |
| 2014 | Cloud 19 Selbstverlag                          | — | — | — | — | — | Erstveröffentlichung: 26. August 2014                      |
| 2015 | You Should Be Here Selbstverlag                | — | — | — | — | US36 Gold · (2 Wo.)US | Erstveröffentlichung: 28. April 2015 Verkäufe: + 500.000   |
| 2019 | While We Wait TSNMI / Atlantic Records (WMG)   | — | — | — | UK47 (1 Wo.)UK | US9 Gold · (13 Wo.)US | Erstveröffentlichung: 22. Februar 2019 Verkäufe: + 507.500 |
| 2024 | While We Wait 2 TSNMI / Atlantic Records (WMG) | — | — | — | — | — | Erstveröffentlichung: 27. August 2024                      |

## Singles

### Als Leadmusiker
| Jahr | Titel Album                                  | Höchstplatzierung, Gesamtwochen, AuszeichnungChartplatzierungen (Jahr, Titel, Album, Platzierungen, Wochen, Auszeichnungen, Anmerkungen) | Höchstplatzierung, Gesamtwochen, AuszeichnungChartplatzierungen (Jahr, Titel, Album, Platzierungen, Wochen, Auszeichnungen, Anmerkungen) | Höchstplatzierung, Gesamtwochen, AuszeichnungChartplatzierungen (Jahr, Titel, Album, Platzierungen, Wochen, Auszeichnungen, Anmerkungen) | Höchstplatzierung, Gesamtwochen, AuszeichnungChartplatzierungen (Jahr, Titel, Album, Platzierungen, Wochen, Auszeichnungen, Anmerkungen) | Höchstplatzierung, Gesamtwochen, AuszeichnungChartplatzierungen (Jahr, Titel, Album, Platzierungen, Wochen, Auszeichnungen, Anmerkungen) | Anmerkungen                                                                      |
| Jahr | Titel Album                                  | DE | AT | CH | UK | US | Anmerkungen                                                                      |
| --- | -------------------------------------------- | --- | --- | --- | --- | --- | -------------------------------------------------------------------------------- |
| 2015 | How That Taste You Should Be Here            | — | — | — | — | — | Erstveröffentlichung: 31. März 2015                                              |
| 2015 | Down for You You Should Be Here              | — | — | — | — | — | Erstveröffentlichung: 31. März 2015 feat. BJ the Chicago Kid                     |
| 2015 | FWU Cloud 19                                 | — | — | — | — | — | Erstveröffentlichung: 23. Oktober 2015                                           |
| 2015 | Did I –                                      | — | — | — | — | — | Erstveröffentlichung: 18. Dezember 2015                                          |
| 2016 | 24/7 –                                       | — | — | — | — | — | Erstveröffentlichung: 5. Mai 2016                                                |
| 2016 | CRZY SweetSexySavage                         | — | — | — | — | US85 Platin · (5 Wo.)US | Erstveröffentlichung: 15. Juli 2016 Verkäufe: + 1.080.000                        |
| 2016 | Distraction SweetSexySavage                  | — | — | — | — | US85 Platin · (1 Wo.)US | Erstveröffentlichung: 23. Juli 2016 Verkäufe: + 1.030.000                        |
| 2016 | Gangsta Suicide Squad: The Album             | — | AT54 (3 Wo.)AT | — | UK57 Gold · (5 Wo.)UK | US41 Platin · (12 Wo.)US | Erstveröffentlichung: 1. August 2016 Verkäufe: + 1.700.000                       |
| 2017 | Good Life Fast & Furious 8 (O.S.T.)          | DE15 Gold · (14 Wo.)DE | AT16 (10 Wo.)AT | CH13 (17 Wo.)CH | UK53 Silber · (8 Wo.)UK | US59 Platin · (5 Wo.)US | Erstveröffentlichung: 17. März 2017 Verkäufe: + 1.730.000; mit G-Eazy            |
| 2017 | Honey –                                      | — | — | — | — | US— GoldUS | Erstveröffentlichung: 6. Oktober 2017 Verkäufe: + 610.000                        |
| 2017 | Touch –                                      | — | — | — | — | — | Erstveröffentlichung: 13. Oktober 2017                                           |
| 2017 | Already Won –                                | — | — | — | — | — | Erstveröffentlichung: 17. November 2017                                          |
| 2018 | Again –                                      | — | — | — | — | — | Erstveröffentlichung: 9. Februar 2018                                            |
| 2019 | Nights Like This While We Wait               | — | — | — | UK25 Platin · (13 Wo.)UK | US67 ×3Dreifachplatin · (9 Wo.)US | Erstveröffentlichung: 10. Januar 2019 Verkäufe: + 4.020.000; feat. Ty Dolla Sign |
| 2019 | Good Thing –                                 | — | — | — | UK92 (4 Wo.)UK | — | Erstveröffentlichung: 27. September 2019 Verkäufe: + 110.000; mit Zedd           |
| 2019 | You Know Wassup –                            | — | — | — | — | — | Erstveröffentlichung: 22. November 2019                                          |
| 2019 | All Me –                                     | — | — | — | — | US— GoldUS | Erstveröffentlichung: 23. Dezember 2019 Verkäufe: + 500.000; feat. Keyshia Cole  |
| 2020 | Toxic It Was Good Until It Wasn’t            | — | — | — | UK— SilberUK | US68 Gold · (1 Wo.)US | Erstveröffentlichung: 12. März 2020 Verkäufe: + 780.000                          |
| 2021 | I Like Dat –                                 | — | — | — | — | US97 Gold · (1 Wo.)US | Erstveröffentlichung: 14. Mai 2021 Verkäufe: + 500.000; mit T-Pain               |
| 2021 | Back Together –                              | — | — | — | — | — | Erstveröffentlichung: 18. Mai 2021 mit Amorphous                                 |
| 2021 | Ur Best Friend –                             | — | — | — | — | — | Erstveröffentlichung: 23. Juli 2021 mit Kiana Ledé                               |
| 2022 | Up at Night Blue Water Road                  | — | — | — | UK90 (1 Wo.)UK | — | Erstveröffentlichung: 30. März 2022 feat. Justin Bieber                          |
| 2024 | After Hours Crash                            | — | — | — | — | US72 Gold · (8 Wo.)US | Erstveröffentlichung: 4. April 2024 Verkäufe: + 580.000                          |
| 2024 | Next 2 U Crash                               | — | — | — | — | — | Erstveröffentlichung: 31. Mai 2024                                               |
| 2024 | When He’s Not There While We Wait 2          | — | — | — | — | — | Erstveröffentlichung: 26. August 2024 feat. Lucky Daye                           |
| 2024 | Xmas Time –                                  | — | — | — | — | — | Erstveröffentlichung: 13. Dezember 2024 mit GloRilla                             |
| 2025 | Think of Me –                                | DE79 (1 Wo.)DE | — | — | — | — | Erstveröffentlichung: 2. Mai 2025 mit David Guetta, Hugel & Daecolm              |
| 2025 | Folded –                                     | — | — | — | UK68 (… Wo.)UK | US42 (… Wo.)US | Erstveröffentlichung: 11. Juni 2025                                              |
| 2025 | (Un)Folded –                                 | — | — | — | — | — | Erstveröffentlichung: 30. Juli 2025                                              |
| Folgende Lieder erschienen nicht als Single, wurden aber durch das Album zum Download und Streaming bereitgestellt und konnten somit eine Platzierung erlangen: |                                              | | | | | |                                                                                  |
| |                                              | | | | | |                                                                                  |
| 2020 | Can I It Was Good Until It Wasn’t            | — | — | — | UK85 (1 Wo.)UK | US50 Gold · (1 Wo.)US | Charteinstieg: 21. Mai 2020 Verkäufe: + 500.000; feat. Tory Lanez                |
| 2020 | Change Your Life It Was Good Until It Wasn’t | — | — | — | — | US80 (1 Wo.)US | Charteinstieg: 23. Mai 2020 feat. Jhené Aiko                                     |

### Als Gastmusiker
| Jahr | Titel Album                           | Höchstplatzierung, Gesamtwochen, AuszeichnungChartplatzierungen (Jahr, Titel, Album, Platzierungen, Wochen, Auszeichnungen, Anmerkungen) | Höchstplatzierung, Gesamtwochen, AuszeichnungChartplatzierungen (Jahr, Titel, Album, Platzierungen, Wochen, Auszeichnungen, Anmerkungen) | Höchstplatzierung, Gesamtwochen, AuszeichnungChartplatzierungen (Jahr, Titel, Album, Platzierungen, Wochen, Auszeichnungen, Anmerkungen) | Höchstplatzierung, Gesamtwochen, AuszeichnungChartplatzierungen (Jahr, Titel, Album, Platzierungen, Wochen, Auszeichnungen, Anmerkungen) | Höchstplatzierung, Gesamtwochen, AuszeichnungChartplatzierungen (Jahr, Titel, Album, Platzierungen, Wochen, Auszeichnungen, Anmerkungen) | Anmerkungen                                                                                            |
| Jahr | Titel Album                           | DE | AT | CH | UK | US | Anmerkungen                                                                                            |
| --- | ------------------------------------- | --- | --- | --- | --- | --- | --- |
| 2016 | Wrong Mind of Mine                    | — | — | — | — | — | Erstveröffentlichung: 16. Mai 2016 Zayn feat. Kehlani                                                  |
| 2016 | No Service in the Hills –             | — | — | — | — | — | Erstveröffentlichung: 21. Oktober 2016 Ambré Perkins feat. Kehlani                                     |
| 2017 | Heebiejeebies Good For You            | — | — | — | — | US— PlatinUS | Erstveröffentlichung: 26. Mai 2017 Verkäufe: + 1.030.000; Aminé feat. Kehlani                          |
| 2017 | Faking It Funk Wav Bounces Vol. 1     | — | — | — | UK97 Silber · (1 Wo.)UK | US94 Platin · (4 Wo.)US | Erstveröffentlichung: 17. Oktober 2017 Verkäufe: + 1.305.000; Calvin Harris feat. Kehlani & Lil Yachty |
| 2018 | Done for Me Voicenotes                | DE100 (1 Wo.)DE | — | CH55 (1 Wo.)CH | UK45 Silber · (12 Wo.)UK | US53 Platin · (9 Wo.)US | Erstveröffentlichung: 15. März 2018 Verkäufe: + 1.440.000; Charlie Puth feat. Kehlani                  |
| 2018 | Nowhere Fast Revival                  | DE98 (1 Wo.)DE | — | — | — | — | Erstveröffentlichung: 16. März 2018 Verkäufe: + 35.000; Eminem feat. Kehlani                           |
| 2018 | Playinwitme Light of Mine             | — | — | — | UK61 Silber · (11 Wo.)UK | US— PlatinUS | Erstveröffentlichung: 20. März 2018 Verkäufe: + 1.385.000; Kyle feat. Kehlani                          |
| 2018 | ICY GRL (Bae Mix) –                   | — | — | — | — | — | Erstveröffentlichung: 28. April 2018 Saweetie feat. Kehlani                                            |
| 2019 | Change Phases II - EP                 | — | — | — | — | — | Erstveröffentlichung: 16. August 2019 Arin Ray feat. Kehlani                                           |
| 2019 | Ride The Golden Child                 | — | — | — | — | — | Erstveröffentlichung: 4. Oktober 2019 YK Osiris feat. Kehlani                                          |
| 2019 | Morning The Album                     | — | — | — | — | US— GoldUS | Erstveröffentlichung: 1. November 2019 Verkäufe: + 500.000; Teyana Taylor feat. Kehlani                |
| 2020 | Get Me Changes                        | — | — | CH88 (1 Wo.)CH | UK61 (1 Wo.)UK | US93 (1 Wo.)US | Erstveröffentlichung: 28. Januar 2020 Verkäufe: + 20.000; Justin Bieber feat. Kehlani                  |
| 2020 | Birthday Energy                       | — | — | — | UK81 (1 Wo.)UK | — | Erstveröffentlichung: 26. August 2020 Disclosure feat. Kehlani & Syd                                   |
| 2020 | Take You Back –                       | — | — | — | — | — | Erstveröffentlichung: 28. August 2020 Russ feat. Kehlani                                               |
| 2021 | At My Worst Pink Planet               | — | — | — | — | US— PlatinUS | Erstveröffentlichung: 27. Januar 2021 Verkäufe: + 580.000; Pink Sweats feat. Kehlani                   |
| 2022 | Beautiful Lies Moon Boy               | — | — | — | — | US65 Gold · (10 Wo.)US | Erstveröffentlichung: 21. Januar 2022 Verkäufe: + 500.000; Yung Bleu feat. Kehlani                     |
| 2024 | Kehlani (Remix) –                     | — | — | — | — | — | Erstveröffentlichung: 20. Juni 2024 Jordan Adetunji feat. Kehlani                                      |
| Folgende Lieder erschienen nicht als Single, wurden aber durch das Album zum Download und Streaming bereitgestellt und konnten somit eine Platzierung erlangen: |                                       | | | | | | |
| |                                       | | | | | | |
| 2017 | Cigarettes & Cush Gang Signs & Prayer | — | — | — | UK30 Gold · (3 Wo.)UK | — | Verkäufe: + 400.000; Stormzy feat. Kehlani                                                             |
| 2021 | Ride for You Expensive Pain           | — | — | — | — | US95 (1 Wo.)US | Charteinstieg: 16. Oktober 2021 Meek Mill feat. Kehlani                                                |

## Promoveröffentlichungen

### Promo-Singles
| Jahr | Titel Album              | Höchstplatzierung, Gesamtwochen, AuszeichnungChartplatzierungen (Jahr, Titel, Album, Platzierungen, Wochen, Auszeichnungen, Anmerkungen) | Höchstplatzierung, Gesamtwochen, AuszeichnungChartplatzierungen (Jahr, Titel, Album, Platzierungen, Wochen, Auszeichnungen, Anmerkungen) | Höchstplatzierung, Gesamtwochen, AuszeichnungChartplatzierungen (Jahr, Titel, Album, Platzierungen, Wochen, Auszeichnungen, Anmerkungen) | Höchstplatzierung, Gesamtwochen, AuszeichnungChartplatzierungen (Jahr, Titel, Album, Platzierungen, Wochen, Auszeichnungen, Anmerkungen) | Anmerkungen                                                                        |
| Jahr | Titel Album              | DE | CH | UK | US | Anmerkungen                                                                        |
| ---- | ------------------------ | --- | --- | --- | --- | ---------------------------------------------------------------------------------- |
| 2018 | Ring Invasion of Privacy | — | — | UK— SilberUK | US28 ×3Dreifachplatin · (20 Wo.)US | Erstveröffentlichung: 24. August 2018 Verkäufe: + 3.270.000; Cardi B feat. Kehlani |

Weitere Promo-Singles
- 2015: Champion (mit G-Eazy & IAMSU! feat. Lil B)
- 2018: Body Count (Remix) (Jessie Reyez feat. Normani & Kehlani)

### Soundcloud-Veröffentlichungen
- 2014: Lock It Up (Marc E. Bassy feat. Kehlani)
- 2014: Til the Morning

## Sonderveröffentlichungen
Gastbeiträge
- 2014: Stay Up (Dyme-A-Duzin feat. Kehlani)

## Statistik

### Chartauswertung
|                     | DE    | AT    | CH    | UK    | US    |
| ------------------- | ----- | ----- | ----- | ----- | ----- |
| Nummer-eins-Alben   | DE—DE | AT—AT | CH—CH | UK—UK | US—US |
| Top-10-Alben        | DE—DE | AT—AT | CH—CH | UK1UK | US3US |
| Alben in den Charts | DE—DE | AT—AT | CH2CH | UK3UK | US6US |

|                       | DE    | AT    | CH    | UK     | US     |
| --------------------- | ----- | ----- | ----- | ------ | ------ |
| Nummer-eins-Singles   | DE—DE | AT—AT | CH—CH | UK—UK  | US—US  |
| Top-10-Singles        | DE—DE | AT—AT | CH—CH | UK—UK  | US—US  |
| Singles in den Charts | DE4DE | AT2AT | CH3CH | UK13UK | US17US |

### Auszeichnungen für Musikverkäufe
| Silberne Schallplatte - Vereinigtes Königreich - 2023: für das Lied Feel Goldene Schallplatte - Australien - 2019: für die Single Faking It - 2019: für die Single Done for Me - 2024: für die Single Nowhere Fast - Brasilien - 2024: für die Single Get Me - Dänemark - 2019: für die Single Good Life - 2021: für die Single Playinwitme - 2022: für die Single Nights Like This - Italien - 2017: für die Single Good Life - 2018: für die Single Done for Me - Kanada - 2018: für die Single Ring - 2018: für die Single Done for Me - 2023: für die Single Faking It - Neuseeland - 2020: für die Single Done for Me - 2021: für das Album While We Wait - 2025: für das Album It Was Good Until It Wasn’t - Polen - 2021: für die Single Done for Me - 2023: für die Single Gangsta - Portugal - 2022: für die Single Gangsta - 2022: für die Single Nights Like This - Vereinigte Staaten - 2021: für das Lied Nunya - 2024: für das Lied Footsteps - 2024: für das Lied RPG | Platin-Schallplatte - Australien - 2018: für die Single Good Life - 2025: für die Single Good Thing - Brasilien - 2019: für die Single Done for Me - 2022: für die Single Nights Like This - 2022: für die Single Good Thing - Japan - 2024: für das Streaming Good Life - Kanada - 2018: für die Single Playinwitme - 2021: für das Lied Feel - 2022: für die Single At My Worst - 2025: für die Single Honey - 2025: für die Single Toxic - 2025: für die Single CRZY - 2025: für die Single After Hours - Mexiko - 2018: für die Single Done for Me - Neuseeland - 2019: für die Single Good Life - 2020: für die Single Ring - 2021: für die Single Gangsta - 2022: für die Single Faking It - 2022: für die Single Heebiejeebies - 2022: für die Single Honey - 2023: für die Single Distraction - 2025: für das Album SweetSexySavage - Vereinigte Staaten - 2018: für das Lied The Way - 2021: für das Lied Feel | 2× Platin-Schallplatte - Kanada - 2025: für die Single Good Life - Neuseeland - 2022: für die Single Playinwitme 3× Platin-Schallplatte - Kanada - 2025: für die Single Nights Like This - 2025: für die Single Gangsta - Neuseeland - 2024: für die Single Nights Like This |

Anmerkung: Auszeichnungen in Ländern aus den Charttabellen bzw. Chartboxen sind in ebendiesen zu finden.
| Land/RegionAuszeichnungen für Musikverkäufe (Land/Region, Auszeichnungen, Verkäufe, Quellen) | Silber     | Gold       | Platin       | Verkäufe   | Quellen              |
| -------------------------------------------------------------------------------------------- | ---------- | ---------- | ------------ | ---------- | -------------------- |
| Australien (ARIA)                                                                            | —          | 3× Gold3   | 2× Platin2   | 245.000    | aria.com.au          |
| Brasilien (PMB)                                                                              | —          | Gold1      | 3× Platin3   | 140.000    | pro-musicabr.org.br  |
| Dänemark (IFPI)                                                                              | —          | 3× Gold3   | —            | 135.000    | ifpi.dk              |
| Deutschland (BVMI)                                                                           | —          | Gold1      | —            | 200.000    | musikindustrie.de    |
| Italien (FIMI)                                                                               | —          | 2× Gold2   | —            | 50.000     | fimi.it              |
| Japan (RIAJ)                                                                                 | —          | —          | Platin1      | —          | riaj.or.jp           |
| Kanada (MC)                                                                                  | —          | 3× Gold3   | 15× Platin15 | 1.320.000  | musiccanada.com      |
| Mexiko (AMPROFON)                                                                            | —          | —          | Platin1      | 60.000     | amprofon.com.mx      |
| Neuseeland (RMNZ)                                                                            | —          | 3× Gold3   | 13× Platin13 | 405.000    | radioscope.co.nz NZ2 |
| Polen (ZPAV)                                                                                 | —          | 2× Gold2   | —            | 50.000     | olis.pl              |
| Portugal (AFP)                                                                               | —          | 2× Gold2   | —            | 10.000     | Einzelnachweise      |
| Vereinigte Staaten (RIAA)                                                                    | —          | 14× Gold14 | 17× Platin17 | 24.000.000 | riaa.com             |
| Vereinigtes Königreich (BPI)                                                                 | 7× Silber7 | 2× Gold2   | Platin1      | 2.800.000  | bpi.co.uk            |
| Insgesamt                                                                                    | 7× Silber7 | 36× Gold36 | 53× Platin53 |            |                      |